# Войникът от обоза
„Войникът от обоза“ (на руски: Солдат из обоза както и Братушка) е българо-съветски игрален филм (драма, военен) от 1976 година на режисьора Игор Добролюбов, по сценарий на Славчо Дудов и Алексей Леонтиев. Оператори са Григори Масалски и Цанчо Цанчев. Музиката във филма е композирана от Ян Френкел.

## Актьорски състав
- Анатолий Кузнецов – Алес Иванович Казанок
- Стефан Данаилов – Живко Георгиев
- Светлана Тома – Марийка
- Никола Тодев – Кантонерът
- Милка Туйкова – Леля Стояна
- Владимир Давчев – Мелничарят
- Иван Григоров – Селянинът при мелницата
- Георги Бахчеванов – Партизанският командир
- Пенко Пенков – Партизанин
- Иван Гайдарджиев – Бай Флоро
- Николай Клисуров – Селянин
- Иван Цветарски